# Tournedos-Bois-Hubert
Tournedos-Bois-Hubert är en kommun i departementet Eure i regionen Normandie i norra Frankrike. Kommunen ligger i kantonen Évreux-Nord som tillhör arrondissementet Évreux. År 2022 hade Tournedos-Bois-Hubert 450 invånare.

## Befolkningsutveckling
Antalet invånare i kommunen Tournedos-Bois-Hubert
Referens:INSEE